# Kanabinoid
Kanabinoidi su klasa hemijskih jedinjenja koja obuhvata fitokanabinoide (kiseonik-sadržavajuće C21 aromatične ugljovodonike prisutne u biljci kanabis), i hemijska jedinjenja koja oponašaju dejstvo fitokanabinoida, ili imaju sličnu strukturu (npr. endokanabinoidi, koji su nađeni u nervnom i imunskom sistemu životinja, koja aktiviraju kanabinoidne receptore). Najpoznatiji kanabinoid je delta-9-tetrahidrokanabinol ( — primarno psihoaktivno jedinjenje kanabisa).
Sintetički kanabinoidi obuhvataju mnoštvo distinktnih hemijskih klasa: klasični kanabinoidi koji su strukturno srodni sa THC-om, ne-klasični kanabinoidi kao što su aminoalkilindoli, 1,5-diarilpirazoli, kvinolini i arilsulfonamidi, kao i eikosanoidi srodni sa endokanabinoidima.

## Kanabinoidni receptori
Pre 1980-ih se pretpostavljalo da kanabinoidi proizvode njihove fiziološke i bihevioralne efekte kroz nespecifične interakcije sa ćelijskim membranama, umesto interakcija sa specifičnim za membranu vezanim receptorima. Otkriće prvih kanabinoidnih receptora tokom 1980-ih je doprinelo rezoluciji te debate. Ti receptori su široko zastupljeni kod životinja, i nađeni su kod sisara, ptica, riba, i reptila. Trenutno su poznata dva tipa kanabinoidnih receptora, nazvanih  i . Smatra se da postoje još nekoliko kanabinoidnih receptora.

## Fitokanabinoidi
| Tip                                      | Skeleton                              | Ciklizacija                                       |
| ---------------------------------------- | ------------------------------------- | ------------------------------------------------- |
| Kanabigerolni tip                        | Hemijska struktura -tipa kanabinoida. | Hemijska struktura -tipa ciklizacije kanabinoida. |
| Kanabihromenski tip                      | Hemijska struktura -tipa kanabinoida. | Hemijska struktura -tipa ciklizacije kanabinoida. |
| Kanabidiolni tip                         | Hemijska struktura -tipa kanabinoida. | Hemijska struktura -tipa ciklizacije kanabinoida. |
| Tetrahidrokanabinolni- i kanabinolni tip | Hemijska struktura -tipa kanabinoida. | Hemijska struktura -tipa ciklizacije kanabinoida. |
| Kanabielsoinski tip                      | Hemijska struktura -tipa kanabinoida. | Hemijska struktura -tipa ciklizacije kanabinoida. |
| iso- Tetrahidrokanabinolni- tip          | Hemijska struktura -tipa kanabinoida. | Hemijska struktura -tipa ciklizacije kanabinoida. |
| Kanabiciklolni tip                       | Hemijska struktura -tipa kanabinoida. | Hemijska struktura -tipa ciklizacije kanabinoida. |
| Kanabicitranski tip                      | Hemijska struktura -tipa kanabinoida. | Hemijska struktura -tipa ciklizacije kanabinoida. |
| Glavne klase prirodnih kanabinoida       |                                       |                                                   |

Fitokanabinoidi, prirodni kanabinoidi, biljni kanabinoidi, i klasični kanabinoidi, su klasa kanabinoida za koju se poznato da se prirodno javlja u znatnim količinama u biljci kanabis. Oni su koncentrovani u viskoznom rezinu koji nastaje u glandularnim strukturama poznatim kao trihomi. Pored kanabinoida, rezin je bogat u terpenima, koji su u znatnoj meri odgovorni za miris biljke kanabisa.
Fitokanabinoidi su skoro nerastvorni u vodi, ali su rastvorni u lipidima, alkoholima, i drugim nepolarnim organskim rastvaračima. Međutim, poput fenola, oni formiraju u većoj meri u vodi rastvorne fenolatne soli u jako alkalinim uslovima.
Svi prirodni kanabinoidi su izvedeni dekarboksilacijom njihovih respektivnih 2-karboksilnih kiselina (2-COOH) (ovaj proces je katalizovan toplotom, svetlošću, ili alkalnom sredinom).

### Tipovi
Više od 85 kanabinoida je izolovano iz biljke konoplje Glavne klase prirodnih kanabinoida su prikazana u tabeli sa desne strane. Sve klase su izvedene iz kanabigerolnog tipa jedinjenja i razlikuju se uglavnom u načinu ciklizacije tog prekurzora.
Tetrahidrokanabinol (THC), kanabidiol (CBD) i kanabinol (CBN) su najzastupljeniji prirodni kanabinoidi, i oni su najbolje istraženi. Drugi uobičajeni kanabinoidi su:
- Kanabigerol
- Kanabihromen
- Kanabiciklol
- Kanabivarin
- Tetrahidrokanabivarin
- Kanabidivarin
- Kanabihromevarin
- Kanabigerovarin
- Kanabigerol monoetil etar

#### Tetrahidrokanabinol
Tetrahidrokanabinol je primarna psihoaktivna komponenta biljke. Ona olakšava umereni bol (analgetik) i poseduje neurozaštitna svojstva. THC ima približno jednak afinitet za  i  receptore.
Delta-9-tetrahidrokanabinol (THC) i delta-8-tetrahidrokanabinol, oponašaju dejstvo anandamida, neurotransmitera koji se prirodno proizvodi u telu. THC molekuli proizvode stanje za upotrebu kanabisa vezivanjem za  kanabinoidne receptore mozga.

#### Kanabidiol
Kanabidiol (CBD) nije veoma psihoaktivan sam po sebi, i smatralo se da nema uticaja na THC psihoaktivnost. Međutim, nedavne studije su pokazale da su pušači kanabisa sa visokim CBD/THC odnosom manje skloni da dožive šizofreniji slične simptome. Ti nalazi su podržani psihološkim testovima, u kojima participanti doživljavaju manje intenzivne psihozi slične efekte kad se THC intravenozno administrira sa CBD-om (mereno putem PANSS-ovog testa). Kanabidiol nema afiniteta za  i  receptore, ali deluje kao indirektni antagonist kanabinoidnih agonista. Nedavno je utvrđeno da on antagonist mogućeg novoog kanabinoidnog receptora, GPR55, GPCR koji je izražen u lat. nucleus caudatus i putamenu. Za kanabidiol je takođe pokazano da deluje kao agonist  receptora, na koji način deluje kao antidepresant, anksiolitik, i neurozaštitnik.

#### Kanabinol
Kanabinol je primarni proizvod THC degradacije, i obično ga ima malo u svežim biljkama. CBN sadržaj se povećava sa THC degradacijom tokom skladištenja, i sa izlaganjem svetlosti i vazduhu. On je veoma blago psihoaktivan. Njegov afinitet za 2 receptor veći nego za CB1 receptor.

## Endokanabinoidi
Endokanabinoidi su supstance proizvedene u telu koje aktiviraju kanabinoidne receptore. Nakon otkrića prvog kanabinoidnog receptora 1988, naučnici su započeli potragu za endogenim ligandima tog receptora.

### Tipovi endokanabinoidnih liganda
- Arahidonoil etanolamid (Anandamid ili AEA)
- 2-arahidonoil glicerol (2-AG)
- 2-arahidonil gliceril etar (noladin etar)
- -arahidonoil-dopamin (NADA)
- Virodhamin (OAE)

## Prirodni kanabinoidi
| Kanabigerolni tip ()                             | Kanabigerolni tip ()                                             | Kanabigerolni tip ()                                              | Kanabigerolni tip ()                                              | Kanabigerolni tip ()                            |
| ------------------------------------------------ | ---------------------------------------------------------------- | ----------------------------------------------------------------- | ----------------------------------------------------------------- | ----------------------------------------------- |
| Kanabigerol                                      | Kanabigerol monometil etar                                       | Kanabinerolna kiselina A                                          | Kanabigerovarin                                                   |                                                 |
| Kanabigerolna kiselina A                         | Kanabigerolna kiselina A monomethyl ether                        | Kanabigerovarinska kiselina A                                     |                                                                   |                                                 |
| Kanabihromenski tip ()                           |                                                                  |                                                                   |                                                                   |                                                 |
| (±)-Kanabihromen                                 | (±)-Kanabihromenska kiselina A                                   | (±)-Kanabivarihromen, (±)-Kanabihromevarin                        | (±)-Kanabihromevarinska kiselina A                                |                                                 |
| Kanabidiolni tip ()                              |                                                                  |                                                                   |                                                                   |                                                 |
| (−)-Kanabidiol                                   | Kanabidiol monometil etar                                        | Kanabidiol-                                                       | (−)-Kanabidivarin                                                 | Kanabidiorkol                                   |
| Kanabidiolna kiselina                            | Kanabidivarinska kiselina                                        |                                                                   |                                                                   |                                                 |
| Kanabinodiolni tip ()                            |                                                                  |                                                                   |                                                                   |                                                 |
| Kanabinodiol                                     | Kanabinodivarin                                                  |                                                                   |                                                                   |                                                 |
| Tetrahidrokanabinolni tip ()                     |                                                                  |                                                                   |                                                                   |                                                 |
| Δ9-Tetrahidrokanabinol                           | Δ9-Tetrahidrokanabinol-                                          | Δ9-Tetrahidrokanabivarin                                          | Δ9-Tetrahidrokanabiorkol                                          |                                                 |
| Δ9-Tetrahidro- kanabinolna kiselina A            | Δ9-Tetrahidro- kanabinolna kiselina                              | Δ9-Tetrahidro- kanabinolna kiselina 4 A i/ili B                   | Δ9-Tetrahidro- kanabivarinska kiselina A                          | Δ9-Tetrahidro- kanabiorkolna kiselina A i/ili B |
| Δ8-Tetrahidrokanabinol                           | Tetrahidrokanabinolna kiselina A                                 | Tetrahidrokanabinol                                               |                                                                   |                                                 |
| Kanabinolni tip ()                               |                                                                  |                                                                   |                                                                   |                                                 |
| Kanabinol                                        | Kanabinol-4                                                      | Kanabivarin                                                       | Kanabinol-2                                                       | Kanabiorkol                                     |
| Kanabinolna kiselina A                           | Kanabinol metil etar                                             |                                                                   |                                                                   |                                                 |
| Kanabitriolni tip ()                             |                                                                  |                                                                   |                                                                   |                                                 |
| Kanabitriol                                      | Kanabitriol                                                      | Kanabitriol                                                       | 10-O-Etil-kanabitriol                                             | Kanabitriol-C3                                   |
| tetrahidrokanabinol                              | Kanabidiolna kiselina A kanabitriolni estar estar                | 9,10-Dihidroksi- heksahidrokanabinol, Kanabiripsol Kanabiripsol-C5 | (−)-6a,7,10a-Trihidroksi- Δ9-tetrahidrokanabinol (−)-Kanabitetrol | 10-Okso-Δ6a(10a)- tetrahidrokanabinol           |
| Kanabielsoinski tip ()                           |                                                                  |                                                                   |                                                                   |                                                 |
| Kanabielsoin                                     | 3-Kanabielsoin                                                   | Kanabielsoinska kiselina A                                        | Kanabielsoinska kiselina B                                        | 3-Kanabielsoinska kiselina B                    |
| Kanabiglendol-C3                                  | Dehidrokanabifuran                                               | Kanabifuran                                                       |                                                                   |                                                 |
| Izokanabinoidi                                   |                                                                  |                                                                   |                                                                   |                                                 |
| (−)-Δ7-trans-(1R,3R,6R)- Isotetrahydrocannabinol | (±)-Δ7-1,2-cis- (1R,3R,6S/1S,3S,6R)- Isotetrahydro- cannabivarin | (−)-Δ7-trans-(1R,3R,6R)- Isotetrahydrocannabivarin                |                                                                   |                                                 |
| Kanabiciklolni tip ()                            |                                                                  |                                                                   |                                                                   |                                                 |
| - Kanabiciklol                                   | - Kanabiciklolna kiselina A                                      | - Kanabiciklovarin                                                |                                                                   |                                                 |
| Kanabicitranski tip ()                           |                                                                  |                                                                   |                                                                   |                                                 |
| Kanabicitran                                     |                                                                  |                                                                   |                                                                   |                                                 |
| Kanabihromanonski tip ()                         |                                                                  |                                                                   |                                                                   |                                                 |
| Kanabihromanon                                   | Kanabihromanon-C3                                                  | Kanabikoumaronon                                                  |                                                                   |                                                 |

## Literatura
- de Meijer EP, Bagatta M, Carboni A, Crucitti P, Moliterni VM, Ranalli P, Mandolino G (2003). „The inheritance of chemical phenotype in Cannabis sativa L”. Genetics. 163 (1): 335—46. PMC 1462421 . PMID 12586720. Приступљено 5. 4. 2011.
- Devane, WA; Hanuš, L.; Breuer, A.;  . (1992). „Isolation and structure of a brain constituent that binds to the cannabinoid receptor”. Science. 258 (5090): 1946—9. PMID 1470919. doi:10.1126/science.1470919.
- Elsohly MA, Slade D (2005). „Chemical constituents of marijuana: the complex mixture of natural cannabinoids”. Life Sci. 78 (5): 539—48. PMID 16199061. doi:10.1016/j.lfs.2005.09.011.
- Hanuš L, Gopher A, Almog S, Mechoulam R (1993). „Two new unsaturated fatty acid ethanolamides in brain that bind to the cannabinoid receptor”. J. Med. Chem. 36 (20): 3032—4. PMID 8411021. doi:10.1021/jm00072a026.
- Hanuš, L. (1987). „Biogenesis of cannabinoid substances in the plant”. Acta Universitatis Palackianae Olomucensis Facultatis Medicae. 116: 47—53. PMID 2962461.
- Hanuš, L.; Krejčí, Z. (1975). „Isolation of two new cannabinoid acids from Cannabis sativa L. of Czechoslovak origin”. Acta Univ. Olomuc., Fac. Med. 74: 161—166.
- Hanuš, L.; Krejčí, Z.; Hruban, L. (1975). „Isolation of cannabidiolic acid from Turkish variety of cannabis cultivated for fibre”. Acta Univ. Olomuc., Fac. Med. 74: 167—172.
- Köfalvi, Attila, ур. (2010). Cannabinoids and the Brain. Springer. ISBN 978-1-4419-4493-1. doi:10.1007/978-0-387-74349-3.
- Mechoulam, R.; Ben-Shabat, S.; Hanuš, L.;  . (1995). „Identification of an endogenous 2-monoglyceride, present in canine gut, that binds to cannabinoid receptors”. Biochem. Pharmacol. 50 (1): 83—90. PMID 7605349. doi:10.1016/0006-2952(95)00109-D.
- Racz I, Nadal X, Alferink J, Baños JE, Rehnelt J, Martín M, Pintado B, Gutierrez-Adan A, Sanguino E, Bellora N, Manzanares J, Zimmer A, Maldonado R (2008). „Interferon-gamma is a critical modulator of CB(2) cannabinoid receptor signaling during neuropathic pain”. The Journal of Neuroscience : the Official Journal of the Society for Neuroscience. 28 (46): 12136—45. PMID 19005078. doi:10.1523/JNEUROSCI.3402-08.2008.
- Racz I, Nadal X, Alferink J, Baños JE, Rehnelt J, Martín M, Pintado B, Gutierrez-Adan A, Sanguino E, Manzanares J, Zimmer A, Maldonado R (2008). „Crucial role of CB(2) cannabinoid receptor in the regulation of central immune responses during neuropathic pain”. The Journal of Neuroscience : the Official Journal of the Society for Neuroscience. 28 (46): 12125—35. PMID 19005077. doi:10.1523/JNEUROSCI.3400-08.2008.
- Turner, C. E.; Mole, M. L.; Hanuš, L.; ElSohly, H. N. (1981). „Constituents of Cannabis sativa L. XIX. Isolation and structure elucidation of cannabiglendol. A novel cannabinoid from an Indian variant” (PDF). J. Nat. Prod. 44 (1): 27—33. doi:10.1021/np50013a005.
- Pertwee, Roger, ур. (2005). Cannabinoids. Springer-Verlag. стр. 2. ISBN 978-3-540-22565-2.

## Spoljašnje veze
- Medicinski kanabinoidi
- Farmakologija kanabinoidnih receptora
- Međunarodno društvo za kanabinoidna istraživanja